# Nintendo Cube
A Nintendo Cube Co., Ltd. (ニンテンドーキューブ株式会社, Nintendō Kyūbu Kabushiki Gaisha) é uma desenvolvedora japonesa de jogos eletrônicos sediada em Tóquio. Foi fundada em março de 2000 como um empreendimento conjunto entre a Nintendo e a Dentsu, com a inicial das duas empresas dando origem ao nome "ND". A Nintendo comprou 98% das ações da companhia em 2010, fazendo da NDcube sua subsidiária.

## Jogos
| Ano  | Título                                 | Plataforma        |
| ---- | -------------------------------------- | ----------------- |
| 2001 | F-Zero: Maximum Velocity               | Game Boy Advance  |
| 2001 | Dokodemo Taikyoku Yakuman Advance      | Game Boy Advance  |
| 2002 | Card Party                             | Game Boy Advance  |
| 2002 | Pool Edge                              | Nintendo GameCube |
| 2003 | Tube Slider                            | Nintendo GameCube |
| 2010 | Wii Party                              | Wii               |
| 2012 | Mario Party 9                          | Wii               |
| 2013 | Wii Party U                            | Wii U             |
| 2013 | Mario Party: Island Tour               | Nintendo 3DS      |
| 2015 | Mario Party 10                         | Wii U             |
| 2015 | Animal Crossing: Amiibo Festival       | Wii U             |
| 2016 | Mario Party: Star Rush                 | Nintendo 3DS      |
| 2017 | Animal Crossing: Pocket Camp           | Android, iOS      |
| 2017 | Mario Party: The Top 100               | Nintendo 3DS      |
| 2018 | Super Mario Party                      | Nintendo Switch   |
| 2020 | Clubhouse Games: 51 Worldwide Classics | Nintendo Switch   |
| 2021 | Mario Party Superstars                 | Nintendo Switch   |
| 2023 | Everybody 1-2-Switch!                  | Nintendo Switch   |
| 2024 | Super Mario Party Jamboree             | Nintendo Switch   |